# Ruta Estatal de Nevada 488
La Ruta Estatal de Nevada 488, y abreviada SR 488 (en inglés: Nevada State Route 488) es una carretera estatal estadounidense ubicada en el estado de Nevada. La carretera comienza en el Oeste desde el parque nacional de la Gran Cuenca hacia el Este en la SR 487     en Baker. La carretera tiene una longitud de 8,8 km (5.493 mi).

## Mantenimiento
Al igual que las autopistas interestatales, y las rutas federales y el resto de carreteras estatales, la Ruta Estatal de Nevada 488 es administrada y mantenida por el Departamento de Transporte de Nevada por sus siglas en inglés Nevada DOT.